# أرقطيون صغير
الأرقطيون الصغير (الاسم العلمي: Arctium minus) هو نوع نباتي يتبع جنس الأرقطيون من الفصيلة النجمية.

## الموئل والانتشار
موطنه بلاد الشام وقبرص وتركيا وكل مناطق أوروبا.